# Stichobasis
Stichobasis is een geslacht van vlinders van de familie van de zakjesdragers (Psychidae). De wetenschappelijke naam van dit geslacht is voor het eerst voorgesteld door William Forsell Kirby in een publicatie uit 1892.

## Soorten
- Stichobasis helicinoides (Heylaerts, 1879)
- Stichobasis hofmanni (Heylaerts, 1879)
- Stichobasis mima Bourgogne, 1939
- Stichobasis minimus Rutjan, 1998